# Прыжок в ничто
«Прыжок в ничто» — фантастический роман советского писателя-фантаста Александра Беляева, опубликован в 1933 году. Посвящён Константину Эдуардовичу Циолковскому.

## История
Долгое время Беляев не мог придумать название для написанного романа и отдал рукопись редактору журнала без названия. Редактор даже предложил выдать премию тому, кто придумает название, но в конце концов его придумал сам автор. Впервые роман был выпущен в 1933 году издательством «Молодая гвардия» с послесловием профессора Н. А. Рынина (1877—1942), известного советского учёного, автора работ по реактивной технике, межпланетным сообщениям и освоению стратосферы, председателя Секции межпланетных сообщений при Ленинградском институте инженеров путей сообщения. Второе издание сопровождалось предисловием К. Э. Циолковского.

## Сюжет
Преддверие мировой революции. Немецкий профессор и инженер Лео Цандер (прообраз — Фридрих Цандер), крупный специалист по реактивным двигателям, оказывается перед непростым выбором: военное руководство капиталистических стран требует от него принять участие в разработке оружия массового поражения (начиненные отравляющим газом и управляемые по радио «стратосферные бомбардировочные ракеты») для подавления «большевиков», угрожая смертью в случае отказа. В то же время группа международных богачей и аристократов предлагает Цандеру возглавить постройку звездолёта, на котором они собираются бежать от наступающих повсеместных социальных волнений и революций. При этом ближайший помощник Цандера — Винклер (на самом деле законспирированный агент революционного движения) заинтересован сохранить крупного учёного для будущей работы в коммунистическом обществе, победа которого неизбежна.
По совету Винклера Цандер соглашается работать над космическим кораблём. Организуется акционерное общество «Ноев ковчег», спонсирующее постройку нескольких звездолётов, способных к длительным космическим путешествиям. После длительной подготовки первая ракета с пассажирами из инициаторов общества стартует с Земли. Ракету ведёт сам Цандер со своими помощниками Винклером и Гансом Фингером. Консервы, захваченые в путь, оказываются несъедобными и экипаж организует оранжерею.  
Во время полёта пассажиры неожиданно обнаруживают, что экипаж корабля является на самом деле революционерами-коммунистами. Богачи решают обучиться звездоплаванию, чтобы при удобном случае захватить управление и избавиться от коммунистов  но к их разочарованию Цандер начинает обучение с основ математики. Подручный богачей Пинч самовольно делает неумелый вираж, что приводит к гибели оранжереи. Цандер вынужден сесть на Венере, где звездоплаватели обнаруживают буйство жизни и условия, приемлемые для жизни человека. Они поражены причудами венерианской живности, мощностью сил молодой венерианской природы и колоссальным количеством полезных ископаемых.
Пытаясь выжить в новом мире, звездоплаватели разделяются на два противоборствующих лагеря — «плебсы» (экипаж звездолёта и слуги пассажиров-богачей) и «пассажиры». С приближением суровой венерианской зимы «плебсы» сооружают ферму, возделывают землю и собирают урожай для возможного отлёта. «Пассажиры», не приспособленные к труду, планируют убить часть «плебсов», обратить в рабство оставшихся и захватить результаты их работы.
Неожиданно связь с Землёй, нарушившаяся после сложной посадки и непроницаемости венерианской атмосферы, восстанавливается. Экипаж узнаёт, что за время их путешествия на Земле время ушло далеко вперёд, уже давно победила мировая революция и образован Мировой союз республик. Ганс Фингер, ставший лидером «плебсов», собирается вернуться на Землю, а пассажиров-аристократов, за некоторым исключением, — оставить на Венере. В ночь отлёта предводитель «пассажиров» лорд Блоттон, изуродованный при встрече с венерианской фауной, пытается помешать этому, заложив дюзы корабля камнями, но «Ковчег» стартует, разнося Блоттона и его сообщников в клочья.

### Особенности сюжета
- Описание проявлений невесомости, таких как попытки повара готовить пищу для пассажиров в стратоплане, перекликается с ранними описаниями в рассказе Беляева «Над бездной» (1927).
- Описана смена времён года, не характерная для Венеры (так как ось её вращения почти вертикальная, с отклонением всего на 3 градуса, формально считается на 177, или 180-3, так как вращение обратное — с востока на запад).

## Персонажи
- Лео Цандер — немецкий инженер, изобретатель. Прототипом для него послужил известный советский учёный, ракетостроитель Фридрих Артурович Цандер.
- Винклер — ассистент Цандера, законспирированный агент сил мировой революции, приставленный «присматривать» за Цандером (скорее всего — руководитель высокого уровня).
- Ганс Фингер — молодой революционер-боевик, помощник Винклера.
- лорд Генри Блоттон — молодой английский аристократ, спортсмен-экстремал.
- леди Хинтон — английская миллионерша.
- Эллен Хинтон — невеста лорда Генри, племянница леди Хинтон.
- Мэри — служанка леди Хинтон.
- Иов Уэллер — епископ, близкий друг леди Хинтон.
- Текер — немец, личный врач леди Хинтон.
- Шнирер — немецкий профессор философии.
- Амели — дочь Шнирера.
- Маршаль де Терлонж — французский барон, банкир.
- Жак — китаец, личный повар барона.
- Мадлен Делькро — секретарша барона.
- Сэмуэль Стормер — коммерсант-миллионер, компаньон барона, аферист и преступник.
- Генри Пинч — секретарь Стормера, журналист.
- Коллинз — коммерческий директор АО «Ноев ковчег».
- Авраам Кинбрук — английский астроном, противник теории обитаемости планет земной группы.
- Джильбер — английский астроном, сторонник теории обитаемости планет земной группы.
- Луиджи Пуччи — итальянский астроном и изобретатель, ярый антикоммунист.
- Крукс — звездолётчик новой Земли, установивший связь с Венерой с поверхности Марса.
- Голубь — начальник орбитальной станции Земли.

## Техника
Упомянуты «стратосферные бомбардировочные ракеты» или «снаряды без пушек», управляемые по радио. Также используются автомобили, велосипеды и «керосиновые кухни». По льдам Антарктиды перемещаются «гусеничные тракторы». Из экзотического транспорта названы стратоплан, а также «пассажирский звездолет», ракета или «межпланетный корабль». В движение ракету приводят «атомные и электромагнитные двигатели». Ракета состояла из отсеков, кают и рубки с окнами, которые закрывались ставнями. Пассажиры ракеты были одеты в скафандры и комбинезоны. Из оружия упомянуты револьвер, винтовка и ручная граната. Из средств коммуникации перечислены радиоприёмник, радиотелефон и «супертелевизор».

## В массовой культуре
1 октября 2022 года вышел альбом российской экспериментальной рок-группы "Acer Negundo" под названием "Pryzhok v nichto". Почти все
композиции из альбома являются либо стихами по мотивам романа, либо spoken word, основанные на тексте романа.